# 佩列捷尼奇
49°37′15″N 24°38′49″E / 49.62083°N 24.64694°E
佩列捷尼奇（烏克蘭語：Плетеничі），是烏克蘭西部的村莊，隸屬利維夫州的利維夫區。該村處於馬魯什卡河畔，面積1.6平方公里，海拔高度305米，2001年人口196。